# Cișmea (okręg Botoszany)
Cișmea – wieś w Rumunii, w okręgu Botoszany, w gminie Răchiți. W 2011 roku liczyła 512 mieszkańców.